# Грабувка (Люблінський повіт)
Грабувка (пол. Grabówka) — село в Польщі, у гміні Божехув Люблінського повіту Люблінського воєводства.
Населення — 71 особа (2011).
У 1975-1998 роках село належало до Люблінського воєводства.

## Демографія
Демографічна структура станом на 31 березня 2011 року:
|          | Загалом | Допрацездатний вік | Працездатний вік | Постпрацездатний вік |
| -------- | ------- | ------------------ | ---------------- | -------------------- |
| Чоловіки | 32      | 7                  | 23               | 2                    |
| Жінки    | 39      | 10                 | 23               | 6                    |
| Разом    | 71      | 17                 | 46               | 8                    |